# برج ساعة الصفاة
برج ساعة الصفاة  الذي سُمِّي بهذا الاسم نسبةً إلى الساحة التي يشرف عليها من الشرق، ويُعرف شعبيًا بلقب **"بيغ بن السعودية"** ، هو برج ساعة تاريخي قائم بذاته يقع في **حي الديرة (الرياض)** بمدينة **الرياض، المملكة العربية السعودية**. يقع البرج **شرق قصر الحكم** في **منطقة قصر الحكم**، بالقرب من **سوق الثميري**.
تم بناء البرج في عام **1966** باستخدام **تقنيات ألمانية**، وكان يُعدّ واحدًا من **المعالم الثقافية البارزة** في مدينة الرياض حتى سبعينيات القرن الماضي. وقد خضع البرج لعملية **تجديد** ضمن المرحلة الثانية من **مشروع تطوير منطقة قصر الحكم** بين عامي **1988 و1992**.